# نيلسون ديميل
نيلسون ديميل (بالإنجليزية: Nelson DeMille)‏ مواليد 23 أغسطس 1943 في جامايكا، كوينز، نيويورك، هو روائي أمريكي.

## وصلات خارجية
- نيلسون ديميل على موقع IMDb (الإنجليزية)
- نيلسون ديميل على موقع إن إن دي بي (الإنجليزية)
- نيلسون ديميل على موقع قاعدة بيانات الفيلم (الإنجليزية)
- الموقع الإلكتروني